# Engaeus spinicaudatus
Engaeus spinicaudatus é uma espécie de crustáceo da família Parastacidae.
É endémica da Austrália.